# 尼亚沙·穆谢奎
尼亚沙·穆谢奎（英語：Nyasha Mushekwi，1987年8月21日—），津巴布韦职业足球运动员，现效力于中甲俱乐部云南玉昆。

## 职业生涯
尼亚沙·穆谢奎生于津巴布韦首都哈拉雷，在国内的中非药学会联俱乐部开始职业生涯，于2009赛季为球队攻入21个联赛进球，从而当选最佳射手。2010年，穆谢奎转会至南非俱乐部马梅洛迪日落并迅速取得成功，在2010-11赛季南非足球超级联赛射手榜排名次席。2013年4月，由于穆谢奎的合约即将到期，马梅洛迪日落将合约延长一年，并增加了一年的选择权。
在2013-14赛季，穆谢奎被租借至比利时俱乐部皇家奥斯坦德，但他在2014年2月受伤，直到该年11月伤愈复出。由于马梅洛迪日落在该赛季已经使用了所有外籍球员名额，穆谢奎在伤愈复出后无法在球队注册并登场参赛。为了在2015年寻找新的俱乐部，穆谢奎在丹麦俱乐部霍布罗接受了试训。然而，穆谢奎最终与瑞典俱乐部佐加顿斯签约，佐加顿斯于穆谢奎在丹麦期间与他取得联系，并将他带到瑞典进行试训，签订了为期6个月的租借合约。
2015年12月22日，穆谢奎转会至中甲联赛俱乐部大连一方。在2017赛季，穆谢奎率领大连一方队冲超成功。2018赛季，穆谢奎一度因外援人数限制，失去上场机会。但第7轮起，他重新获得上场机会；第29轮与天津泰达的比赛中受伤，缺席了最后一轮与长春亚泰的保级生死战。
2019年7月15日，大连人足球俱乐部宣布，经过友好协商，与穆谢奎解约，穆谢奎将加盟浙江绿城。当晚有大量球迷来到机场为他送别。
2024年3月1日，云南玉昆足球俱乐部宣布穆谢奎正式加盟云南玉昆。

## 国家队生涯
穆谢奎是津巴布韦国家足球队队员。他曾被卷入名为“亚洲门”的足球丑闻，但在调查中提供相关信息后免于终身禁止参与国际足球赛事的处罚。

## 声望
穆谢奎在大连一方效力期间（2016-2019年），因其踏实而拼搏的态度，在大连球迷心中声望甚高。球迷亲切的称他为“大奎”。2018年第30轮对阵长春亚泰（本场比赛被大连媒体称为“大连保卫战”）时，曾打出“城市英雄”的tifo；2019年穆谢奎离开大连时，当晚有大量球迷来到机场为他送别。